# ドラゴンボールZ 真武闘伝
『ドラゴンボールZ 真武闘伝』（ドラゴンボールゼット しんぶとうでん）は、1995年11月17日に日本のバンダイ から発売されたセガサターン用2D型対戦格闘ゲーム。
フジテレビ系テレビアニメ『ドラゴンボールZ』（1989年 - 1996年）を題材としており、個別の闘うモードやトーナメントモードの他に、Mr.サタンを主役としたモードが収録されている。
開発はトーセが行い、プロデューサーはスーパーファミコン用ソフト『ドラゴンボールZ 超武闘伝3』（1994年）やゲームボーイ用ソフト『ドラゴンボールZ 悟空飛翔伝』（1994年）を手掛けた磯貝健夫、音楽は『ドラゴンボールZ 超武闘伝シリーズ』を手掛けた山本健司が担当している。

## 概要

### システム
本作の4か月前に発売されたPlayStation用ソフト『ドラゴンボールZ Ultimate Battle 22』（1995年）とは登場キャラクターとグラフィック以外は別物となっている。スーパーファミコンで展開された『超武闘伝シリーズ』で採用された距離が離れると画面が縦分割されるデュアルスクリーンシステムが復活し、背景もポリゴンによるものではなく2Dステージに戻っている。その他にも『ドラゴンボールZ Ultimate Battle 22』ではコマンドを入力しないと出現しない隠しキャラクターが初めから存在しており、今作オリジナルのMr.サタンモードがある。オープニングムービーは『ドラゴンボールZ Ultimate Battle 22』のものを再編集したものになっている。それ以外にも、ディスクをCDプレイヤーに入れることでゲーム中の音楽を聴ける要素がある。
開発当初は『DRAGON BALL Z 超武闘伝 SEGASATURN』と紹介されていた。

### ゲームモード
1P VS CPU
キャラクターに関係した9人のキャラクターと闘う。キャラクターごとにエンディングがある。
1P VS 2P
対戦モード。
天下一武道会
トーナメントモード。
Mr.サタンモード
18号への賞金を工面するため、ジャガーバッダの挑戦を受け、対戦キャラクターに掛け金などをかけるモード。エンディングは3種類ある。
OPTION
難易度、対戦回数、時間などの設定ができる。

## 登場キャラクター

### 操作可能キャラクター
孫悟空
- 声 - 野沢雅子

少年孫悟飯
- 声 - 野沢雅子

グレートサイヤマン
- 声 - 野沢雅子

孫悟天
- 声 - 野沢雅子

ベジータ
- 声 - 堀川亮

TRUNKS
- 声 - 草尾毅

トランクス
- 声 - 草尾毅

ピッコロ
- 声 - 古川登志夫

クリリン
- 声 - 田中真弓

天津飯
- 声- 鈴置洋孝

ゴテンクス
- 声 - 野沢雅子、草尾毅

界王神
- 声 - 三ツ矢雄二

ザーボン
- 声 - 速水奨

リクーム
- 声 - 内海賢二

ギニュー隊長
- 声 - 堀秀行

フリーザ
- 声 - 中尾隆聖

人造人間18号
- 声 - 伊藤美紀

人造人間16号
- 声 - 緑川光

セル
- 声 - 若本規夫

ダーブラ
- 声 - 大友龍三郎

魔人ブウ
- 声 - 塩屋浩三

超ブウ
- 声 - 塩屋浩三

以下のキャラクターは「1P VS CPU」では登場しない。
超サイヤ人3孫悟空
- 声 - 野沢雅子

少年孫悟空
- 声 - 野沢雅子

ゴジータ
- 声 - 野沢雅子、堀川亮

亀仙人
- 声 - 宮内幸平

ミスター・サタン
- 声 - 郷里大輔

### 操作不可キャラクター
アナウンサー
- 声 - 鈴置洋孝

チチ
- 声 - 渡辺菜生子

餃子
- 声 - 江森浩子

ジャガー・バッダ
- 声 - 龍田直樹
Mr.サタンモードに登場。

ナレーション
- 声 - 八奈見乗児

アイテム商人
- 声 - 八奈見乗児

## スタッフ
- プロダクション・マネージャー：間庭英作
- エグゼクティブ・プロデューサー：尾形和正
- プロデューサー：磯貝健夫
- アシスタント・プロデューサー：鈴木敏弘
- 東映動画：森下孝三、蛭田成一、武田寛
- 演出：橋本光夫
- 作画監督：志田直俊
- 原画：井手武生、宮原直樹、袴田祐二、福島伸一郎、真中孝之、佐伯哲也、海老沢幸男、島貫正弘、久田和也、舘直樹、片田亜起夫、佐藤正樹、山室直儀、志田直俊
- 動画：松田千織、上杉千佳子、勝田ふじ江、玉井志保、楠知津子、白神弘美、石渡清美、江夏由結、菊池愛、小窪久利
- 仕上：藤橋清美、大堀陽子、井田昌代、吉沢啓子、本橋政江、瀬口愛子、菅野保子、はだしプロ、スタジオOM、ピーコック
- 検査：辻田邦夫
- 美術：松本健治、大原盛仁
- 撮影：三晃プロ
- 編集：福光伸一
- 録音：二宮健治
- 音響効果：新井秀徳
- 記録：小川真美子
- 仕上進行：井上馨司
- 製作進行：境宗久
- 製作担当：山口彰彦
- 音楽：山本健司
- アシストワーク：稲垣浩文、内山大輔
- 協力：東海林隆、藤原尚、渡辺浩孝、河阪由美子
  - 週刊少年ジャンプ：堀江信彦、中村泰造、武田冬門、大塚久永
  - 月刊Vジャンプ：鳥嶋和彦、高橋俊昌、岡本堅史、松本常男、赤松直人、清野義孝、岩原誠、岩岡寿衛
- ゲームスタッフ：チームDBZ、PROJECT DBZ

## 評価
| 項目 | キャラクタ | 音楽 | お買得度 | 操作性 | 熱中度 | オリジナリティ | 総合 |
| 得点 | 3.9        | 3.4  | 3.0      | 2.9    | 3.1    | 3.1            | 19.5 |

ゲーム誌『ファミコン通信』の「クロスレビュー」では6・5・6・5の22点。レビュアーは超武闘伝の流れを汲んでいて一風変わったMr.サタンモードや流行の団体戦など本作オリジナル要素が豊富、キャラが27人もいるのは魅力、だが今まで通りの路線という感が否めず離れて戦ったり空中戦は慣れていれば驚かない、コマンドのタイムラグが気になる、基本技と必殺技のギャップが大きい、広いフィールドならもっと自由に空を飛びまわりたい、過去作と同様に相手の位置が分かりにくくフィールドが広いせいで攻撃的な戦いになり難い、グラフィックはアニメタッチで原作への思い入れの強さで乗り越えられるとも言えるとした。
ゲーム誌『セガサターンマガジン』の「ソフトレビュー」では6、6、5の23点（平均5.66点）。レビュアーはDB好きには十分楽しめ、シリーズ集大成でリクームのようなマニアックなキャラも参戦した数の多さには驚き、必殺技は派手、プレイ人数に関わらずそれなりに遊べるが、キャラゲーだがキャラが小さく超必殺技のとき程度しかアニメがなく迫力不足、1人プレイ中に乱入不可、余分な画面を飛ばせないシステム面でかゆいところに手が届いていない、正確に入力しないと繰り出せない必殺技、体力やパワーのゲージは3重ではなく1本でもいい気がする、当たり判定が甘い、コマンドは各キャラ共通で絵だけ違うと言える味気なさでコマンドをいくつも覚えなくても楽できるがそういったゲームは寿命が短い、キャラに頼り切ってしまっていて格闘ゲームとしての基本が今一つ、ゲームの進化が止まっており、せめてゲームバランスさえ良ければとした。
ゲーム誌『SATURN FAN』の読者投票による「ゲーム通信簿」での評価は右記の通り19.5点（満30点）となった。